# Lucas Fischer
Pour les articles homonymes, voir Fischer.
Lucas Fischer, né le 30 août 1990 à Brugg, est un gymnaste suisse. Il est notamment médaillé d'argent aux Championnats d'Europe 2013 aux barres parallèles.

## Palmarès

### Championnats d'Europe
- Berlin 2011
  - 102e au concours général individuel
  - 32e aux barres parallèles
  - 32e à la barre fixe[1]

- Moscou 2013
  -  Médaille d'argent aux barres parallèles[2]